# エンリケ・ホルダ
エンリケ・ホルダ (Enrique Jordá, 1911年3月24日 - 1996年3月18日) とは、スペインのサン・セバスティアン出身の指揮者である。サンフランシスコ交響楽団、アントウェルペン・フィルハーモニー管弦楽団、エウスカディ交響楽団の指揮者を務めたほか、世界各地のオーケストラに客演した。エンリーケ・ホルダとも表記される。

## 生涯
1911年3月24日、サン・セバスティアンに生まれる。母親はピアノ奏者であった。サン・セバスティアンとマドリード大学で学んだのち、医学を勉強するためにパリのソルボンヌ大学へ入学するもすぐに専門を音楽に変更し、和声と作曲をポール・ル・フレムに、オルガンをマルセル・デュプレに、指揮をフラン・リュールマンに師事した。

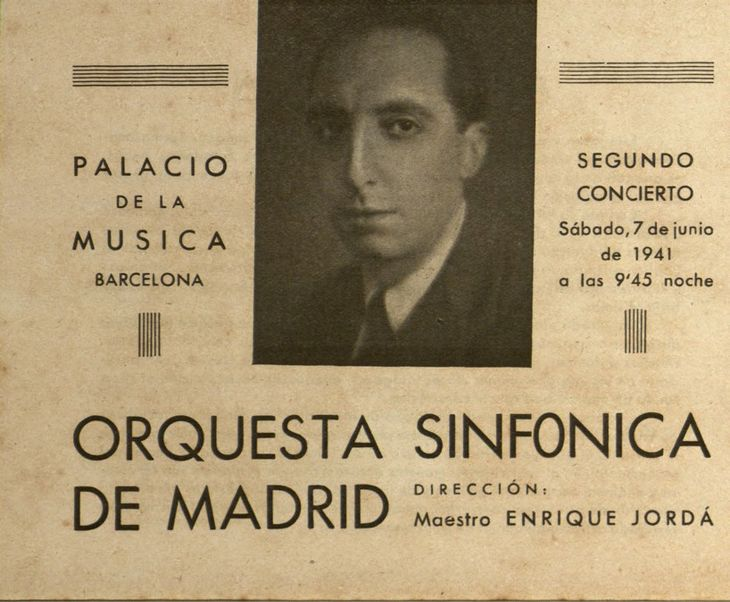
エンリケ・ホルダの楽曲コンサートプログラムにおいて載せられた顔写真 (1941年)

1937年、パリのユースオーケストラの一員だった際、病気の指揮者の代役を務めて指揮デビューを果たした。その後、1940年から1945年にかけてマドリード交響楽団、1948年から1954年にかけてケープタウン交響楽団の指揮者を務めた。ケープタウンでは、国際現代音楽協会の南アフリカ委員会委員を務めたほか、音楽大学で教鞭も取った。なお、ホルダはフランシスコ・フランコの独裁に反対しており、フランコが生きている間スペインには戻らなかった。
1954年、ホルダはサンフランシスコ交響楽団の常任指揮者となった。ホルダはパブロ・カザルスやアンドレス・セゴビアといった著名なソリストをオーケストラに招いたほか、レコーディングや講演会を行った。くわえて、スペインものや同時代の作品といった様々な楽曲を取り上げてオーケストラのレパートリーを拡大したが、その結果、保守的な聴衆の反感を買ってしまった。また、レパートリーに限らず演奏クオリティについての批判も高まり、オーケストラのメンバーからも見限られてしまった。さらに、指揮者ジョージ・セルをめぐるトラブルにも巻き込まれ、1963年にホルダは辞任した。ちなみに、ホルダは同年にアメリカ合衆国の市民権を獲得している。ホルダの妻オードリーは、ホルダはアメリカに戻りたがっていたと回想している。
その後ホルダは、1970年から1976年にかけてアントウェルペン・フィルハーモニー管弦楽団、1982年から1984年にかけてエウスカディ交響楽団の指揮者を務めた。また、客演指揮者としても世界各地で活躍し、BBC交響楽団、ロンドン交響楽団、ロサンゼルス・フィルハーモニック、ロイヤル・リヴァプール・フィルハーモニー管弦楽団を指揮したほか、中南米・オーストラリアのオーケストラにも登場した。
1996年3月18日、ブリュッセルの自宅にて死去。なお、死去したのは同年3月22日とする資料もある。

## 人物

### 性格
ホルダは敬虔なカトリック教徒で、毎週日曜日は教会に足を運んだ。日曜日にオーケストラのリハーサルがあっても、教会でのミサが終わってから参加したほどであった。また、ホルダは話が長いことで知られた。サンフランシスコ交響楽団の首席ファゴット奏者を務めたワルター・グリーンは、1時間のリハーサルのうち、実際に音を出せたのはわずか7分で、残りの53分はずっとホルダが喋っていたと回想している。
なお、グリーンは「ホルダは指揮者としては今ひとつだったものの、とても賢く紳士的な人物で、人間としては好きだった」とも回想している。15年ぶりに再会した際も、ホルダはグリーンの子どもの名前をしっかりと覚えており「ナンシー、デイヴィッド、ピーターは元気かい」と話しかけたという。

### 家族
妻はオードリー・ホルダ。また、2人の娘カリンとテッサがいる。

## 音楽性

### 指揮姿
ホルダの指揮は勢いがあり、聴衆も盛り上がった。勢い余って、指揮棒が客席に飛んでいくことも多かったという。ただし、サンフランシスコ交響楽団でヴァイオリン奏者を務めたデイヴィッド・シュナイダーは「ホルダの闘牛士のような指揮姿は、音楽的なアイデアを伝達する手助けとはならなかった」と指摘している。さらにシュナイダーは、暗譜で指揮をするホルダは、オーケストラで演奏上のミスが生じた際にうまく対処することができなかったとも指摘している。

### 同時代の作品の紹介
サンフランシスコ交響楽団時代、ホルダは同時代の新しい作品を数多く取り上げた。具体的にはチャールズ・アイヴズ、ホアキン・ロドリーゴ、ホアキン・トゥリーナ、パウル・ヒンデミット、マヌエル・ポンセ、レイフ・ヴォーン・ウィリアムズ、レオン・キルヒナーらの作品である。
また、ホルダは以下の作品を初演した。
| 作曲者                       | 曲名                 | 備考                                                         |
| ---------------------------- | -------------------- | ------------------------------------------------------------ |
| ダリウス・ミヨー             | 交響曲第8番          |                                                              |
| ダリウス・ミヨー             | 交響曲第12番         |                                                              |
| ロイ・ハリス                 | 交響曲第8番          |                                                              |
| ホアキン・ロドリーゴ         | 紳士のための幻想曲   | ギターはアンドレス・セゴビア                                 |
| チャールズ・カッシング       | Ceresus              | 本作はフォード財団の支援により作曲され、ホルダに献呈された。 |
| パブロ・カザルス             | エル・ぺセーブレ     | アメリカ初演。                                               |
| ファーディ・グローフェ       | サンフランシスコ組曲 |                                                              |
| アンドリュー・インブリー     | レジェンド           |                                                              |
| ハンス・ヴェルナー・ヘンツェ | 交響曲第2番          | アメリカ初演                                                 |
| ダリウス・ミヨー             | 交響曲第5番          | アメリカ初演                                                 |
| ルチアーノ・ベリオ           | Nones                | アメリカ初演                                                 |
| ルイジ・ノーノ               | インコントリ         | アメリカ初演                                                 |

## 顕彰歴
ホルダは1958年に、スペインのアルフォンソ10世勲章を授与された。

## 著書
- 『総譜を前にしたオーケストラの指揮者 (El director de orquesta ante la partitura)』（1969年）[4]

## 評価

### 否定的な評価
着任当初こそ好評を博したものの、サンフランシスコ交響楽団時代のホルダは評判が良くなかった。聴衆からレパートリーや演奏クオリティについて批判されたほか、オーケストラの団員からも低く評価された。首席ファゴット奏者を務めたワルター・グリーンは、ホルダについて「（木管楽器の首席奏者を同年代で揃えるなど）どのようにオーケストラを構成すれば良いかは理解していたが、ホルダはテクニシャンではなかったし、いい指揮者ではなかった」と述べている。また、同団ヴァイオリン奏者のデイヴィッド・シュナイダーは「ホルダの情熱が、彼の若さや経験不足を補ってくれると考える団員もいたが、年配の団員や皮肉っぽい団員たちは、ホルダが一流の指揮者になる見込みはないだろうと思っていた」と回想している。さらに、ソリストとしてサンフランシスコ交響楽団に登場したヴァイオリン奏者のナタン・ミルシテインも、ホルダによるサポートが不十分であったと判断し、しばらくサンフランシスコ交響楽団を避けるようになった。
フィリップ・ハートは、人気と成功を博した音楽監督の後継者が失敗するケースが、アメリカのオーケストラには数多く見られると指摘し、その一例として、ピエール・モントゥーからサンフランシスコ交響楽団を引き継いだホルダの名前を挙げている。なお、ハートは同じような指揮者として、アルトゥーロ・トスカニーニからニューヨーク・フィルハーモニックを引き継いだジョン・バルビローリ、フレデリック・ストックからシカゴ交響楽団を引き継いだデジレ・デフォー、フリッツ・ライナーからシカゴ交響楽団を引き継いだジャン・マルティノンの名前を挙げている。
また、ホルダは他のオーケストラに客演した際も批判を受けた。例えばイスラエル・フィルハーモニー管弦楽団を指揮した時は、ソリストをサポートできていなかったと評された。また、ダイネリー・ハシーはホルダについて「プレイヤーたちから常に正確な和音を引き出したわけではない」と指摘した。

### 肯定的な評価
ただし、ホルダへの肯定的な評価も存在する。例えばマイク・オコンネルは、ホルダとサンフランシスコ交響楽団によるヴォルフガング・アマデウス・モーツァルトの『交響曲第36番』の演奏について「正確で、繊細かつ抒情的」と評した。また、エヴェレット・ヘルムは両者によるレイフ・ヴォーン・ウィリアムズの『交響曲第5番』について「今まで聴いた中で最高の演奏」と述べている。他にもビル・サリバンは、サンフランシスコ・オペラでマヌエル・デ・ファリャ、アルテュール・オネゲル、フランツ・ヨーゼフ・ハイドンの作品を指揮したホルダについて「様々な流派・時代の作品を色彩感豊かに解釈して聴衆を熱狂の渦に巻き込んだ」と評した。
さらに、ホルダとサンフランシスコ交響楽団によるピョートル・チャイコフスキーの『交響曲第5番』は「指揮棒が下ろされるやいなや、聴衆たちの熱烈な拍手を受けた」と評された。また、ホルダの友人であるマヌエル・デ・ファリャが作曲した『スペインの庭の夜』については、ホルダによる解釈が最高だとする声もあがった。
サンフランシスコ交響楽団での失敗は、ホルダ以外にも原因があるという意見もある。ウィリアム・ハックは、サンフランシスコ交響楽団の75年の歴史を振り返った記事において、ホルダの失敗は全てホルダ自身のせいというわけではなく、5年足らずで新しい指揮者が求められるようになった時代の変化に伴うものでもあると指摘している。